# اشرف مبروک عواض
اشرف مبروک عواض (انگلیسی: Ashraf Mabrouk Awaad؛ زادهٔ ۱۹۷۲) بازیکن هندبال اهل مصر بود.